# Ronde de Mouscron 2021
La 1re édition de la Ronde de Mouscron a lieu le 5 avril 2021. La course fait partie du calendrier international féminin UCI 2021 en catégorie 1.1 et de la Lotto Cycling Cup pour Dames 2021. Elle est remportée par l'Italienne Chiara Consonni.

## Équipes
| UCI Women's WorldTeams (3)- Alé BTC Ljubljana - FDJ-Nouvelle Aquitaine-Futuroscope - Movistar Team Équipes féminines continentales (15)- Arkéa Pro Cycling Team - Bingoal Casino-Chevalmeire - Bizkaia-Durango - Hitec Products - Doltcini-Van Eyck Sport-Proximus - Drops-Le col - Instafund Racing - Lotto Soudal Ladies - Lviv Cycling Team - Multum Accountants - NXTG Racing - Parkhotel Valkenburg - Rupelcleaning-Champion lubricants - Stade Rochelais Charente-Maritime Women Cycling - Valcar-Travel & Service Équipe féminines amateur (3)- Bingoal WB Ladies - Keukens Redant - S-bikes Bodhi |
| |

## Récit de la course
Chiara Consonni remporte au sprint la course.

## Classements

### Classement final
| \| Classement général \| Classement général \| Classement général \| Classement général \| Classement général \| \| Coureuse \| Coureuse \| Pays \| Équipe \| Temps \| \| ------------------ \| ------------------ \| ------------------ \| ---------------------------------- \| ------------------ \| \| 1re \| Chiara Consonni \| Italie \| Valcar-Travel & Service \| 3 h 16 min 41 s \| \| 2e \| Jelena Erić \| Serbie \| Movistar Team \| + 0 s \| \| 3e \| Maria Martins \| Portugal \| Drops-Le Col \| + 0 s \| \| 4e \| Lucie Jounier \| France \| Arkéa Pro Cycling Team \| + 0 s \| \| 5e \| Anna Trevisi \| Italie \| Alé BTC Ljubljana \| + 2 s \| \| 6e \| Minke Bakker \| Pays-Bas \| Doltcini-Van Eyck-Proximus \| + 2 s \| \| 7e \| Sara Martín \| Espagne \| Movistar Team \| + 2 s \| \| 8e \| Maëlle Grossetête \| France \| FDJ-Nouvelle Aquitaine-Futuroscope \| + 2 s \| \| 9e \| Eugénie Duval \| France \| FDJ-Nouvelle Aquitaine-Futuroscope \| + 2 s \| \| 10e \| Arianna Pruisscher \| Pays-Bas \| S-bikes Bodhi \| + 2 s \| |                    |          |                                    |                 |
| |                    |          |                                    |                 |
| Sources : ProCyclingStats Cycling Quotient |                    |          |                                    |                 |
| Classement général |                    |          |                                    |                 |
| Coureuse | Coureuse           | Pays     | Équipe                             | Temps           |
| 1re | Chiara Consonni    | Italie   | Valcar-Travel & Service            | 3 h 16 min 41 s |
| 2e | Jelena Erić        | Serbie   | Movistar Team                      | + 0 s           |
| 3e | Maria Martins      | Portugal | Drops-Le Col                       | + 0 s           |
| 4e | Lucie Jounier      | France   | Arkéa Pro Cycling Team             | + 0 s           |
| 5e | Anna Trevisi       | Italie   | Alé BTC Ljubljana                  | + 2 s           |
| 6e | Minke Bakker       | Pays-Bas | Doltcini-Van Eyck-Proximus         | + 2 s           |
| 7e | Sara Martín        | Espagne  | Movistar Team                      | + 2 s           |
| 8e | Maëlle Grossetête  | France   | FDJ-Nouvelle Aquitaine-Futuroscope | + 2 s           |
| 9e | Eugénie Duval      | France   | FDJ-Nouvelle Aquitaine-Futuroscope | + 2 s           |
| 10e | Arianna Pruisscher | Pays-Bas | S-bikes Bodhi                      | + 2 s           |

### Points UCI
| Position           | 1er | 2e | 3e | 4e | 5e | 6e | 7e | 8e | 9e | 10e | 11e | 12e | 13e à 15e | 16e à 25e |
| Classement général | 125 | 85 | 70 | 60 | 50 | 40 | 35 | 30 | 25 | 20  | 15  | 10  | 5         | 3         |